# 에드워드 노리스

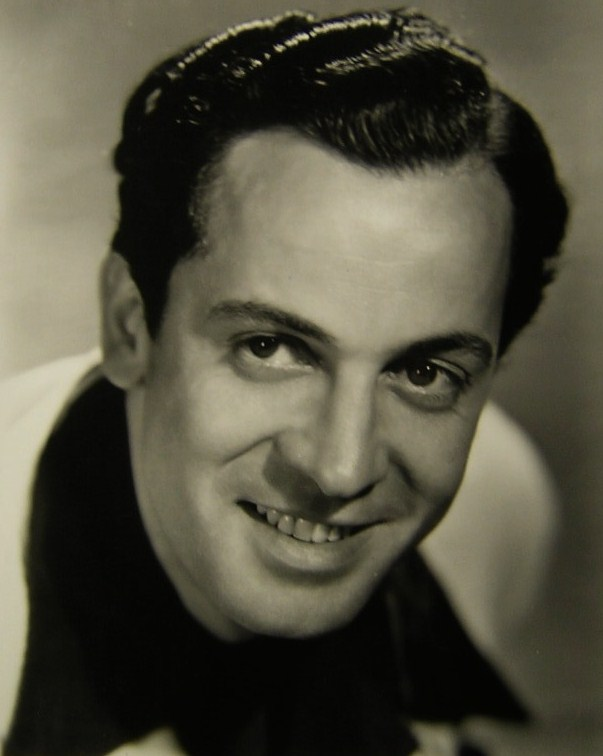

에드워드 노리스(Edward Norris, 1911년 3월 10일 ~ 2002년 12월 18일)는 미국의 배우, 텔레비전 배우, 영화배우이다.
필라델피아에서 태어났으며 포트브래그에서 사망하였다.

## 방송
- 페리 메이슨

## 영화
- 페리 메이슨 (1957년)
- 닥터스 돈 텔 (1941년)
- 소년의 거리 (1938년)
- 데이 원트 포겟 (1937년) - Prof. 로버트 페리 헤일 역
- 퀸 크리스티나 (1933년)